# Psychai

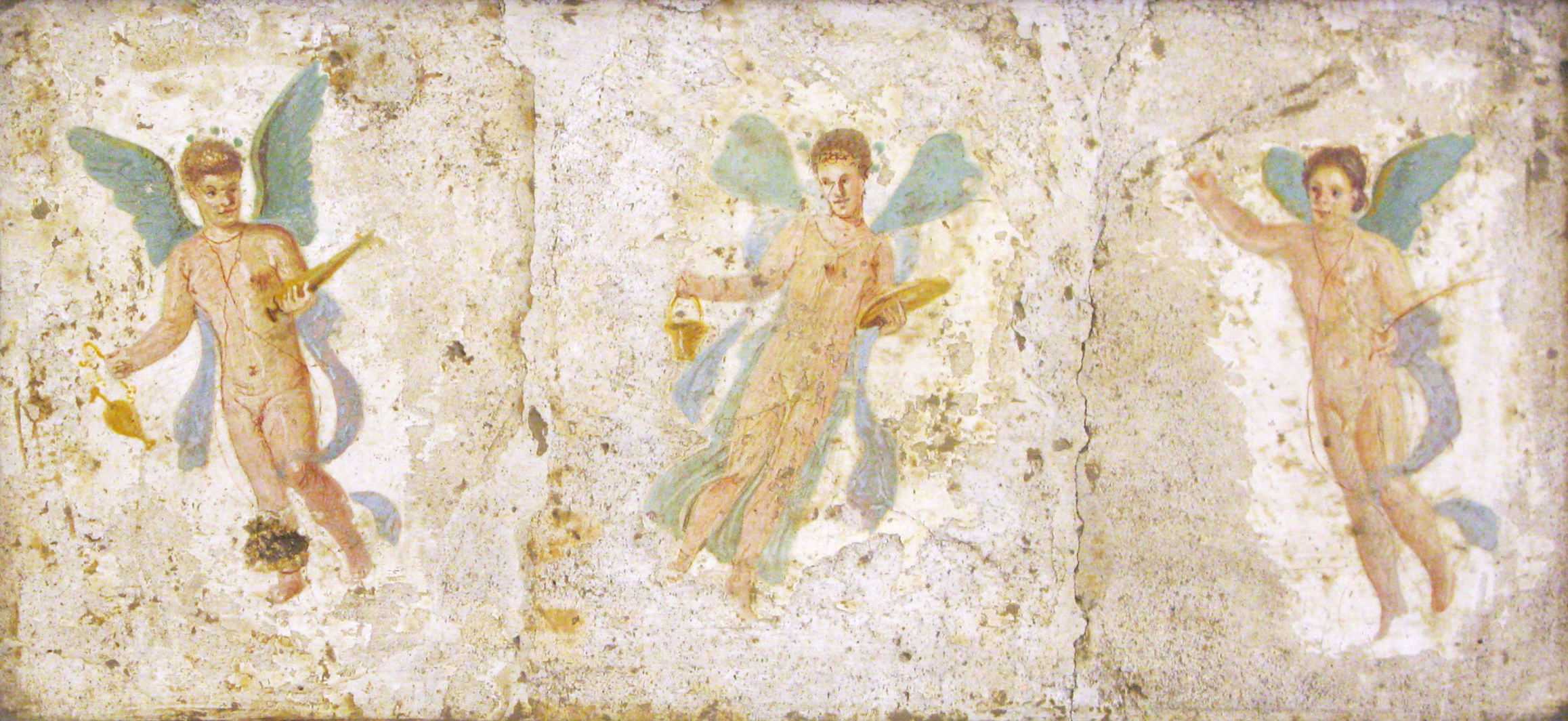
Erotes y psychai. Procede de Villa Arianna de Estabia, ahora en el Museo Arqueológico Nacional de Nápoles.

Los psychai son los diminutos fantasmas o sombras alados de los muertos en la mitología griega. 
Solían estar representados en frescos y en lécitos funerarios del siglo V a. C. Con ellos se pretendía un reconocimiento, recuerdo y consuelo de los difuntos.
Aunque comúnmente se ha traducido como 'alma', en las epopeyas de Homero significaba 'vida' y no tenía ninguna conexión con la conciencia o las funciones psicológicas de los vivos. Es solo más tarde, a fines del siglo V a. C., en las obras de otros poetas como Píndaro, cuando la palabra adquiere su significado relacionado con ser el asiento principal del intelecto, la emoción y la voluntad. A partir de ahí, se hizo posible traducir psiqué como 'corazón' o 'alma'.
Como una forma de fantasma, Luciano también utiliza las palabras phasma, daimon y nekron. El que los psychai como fantasmas sean representados en forma de criaturas aladas, casa con la imagen que se tiene tradicionalmente de pequeños murciélagos.